# Wskaźnik zyskowności brutto
Zyskowność sprzedaży brutto – informuje, jaka jest zyskowność prowadzonej przez przedsiębiorstwo działalności (lub deficyt – przy ujemnych wartościach) przy uwzględnieniu wszystkich segmentów działalności: podstawowej operacyjnej, pozostałej operacyjnej, finansowej i inwestycyjnej oraz zdarzeń nadzwyczajnych. Pokazuje zatem, co osiągnęło przedsiębiorstwo jako całość, tzn. o ile procent przychody były wyższe od kosztów.
Zyskowność brutto sprzedaży pokazuje, ile zysku (straty) przed opodatkowaniem wypracowują wszystkie przychody z działalności jednostki gospodarczej. Jest to wskaźnik stymulatywny, czyli im wyższy, tym lepiej, gdyż jednostka więcej zarabia.
{\displaystyle {\text{Zyskowność sprzedaży brutto}}={\frac {\text{zysk brutto}}{\left({\text{przychody operacyjne}}+{\text{przychody finansowe}}+{\text{zyski nadzwyczajne}}\right)}},}
gdzie przychody operacyjne to przychody netto ze sprzedaży produktów, towarów i materiałów oraz pozostałe.